# Викторија (митологија)
Викторија (лат. Victoria, грч. Nike) је римска богиња победе, подударна са грчком Нике.

## Митологија
Богињу Викторију су Римљани сматрали божанском силом која отвара све путеве ка победи, а нарочито се то односи на победу у рату.
У њену част су јој Римљани подигли први храм на Палатину почетком 3. века пре нове ере, а после тога се по целом царству проширио њен култ и то пре свега зато што је постала неизбежни пратилац римских царева.
Поред Викторије, која је била богиња победе, Римљани су поштовали и још две старије богиње:
- Пелонија - Она која прогања непријатеље
- Вица Пота - Моћна победница

## О Викторији
Много је мање сачувано статуа Викторије неголи што се зна за победе Римљана, а и те статуе су осредње уметничке вредности. Статуе из првог века пре нове ере, које се налазе у Музеју у Бреши, Италија и Лувру у Паризу, као и рељеф са Диоклецијановог меморијала у Фиренци, се издвајају од осталих.
Једна од статуа Викторије је дуго стајала у Сенату, све до 394. године, када је, као паганска заоставштина уклоњена и јавно уништена. Годину дана након тог догађаја, Римско царство се поделило, и све до његовог историјског краја, није славило ни једну ратну победу.